# James Masterson
James P. Masterson, "Jim", född 1855, död 1895, var en amerikansk polis, bror till Edward och Bat Masterson. Han blev anställd som polis i juni 1878 i Dodge City, och var upprepade gånger vicesheriff under sin bror Bat i Ford County.

## Fotnoter
1. ↑  Find a Grave, Find A Grave-ID: 2801, läs online, läst: 9 oktober 2017.[källa från Wikidata]